# Орбитально-топологическая эквивалентность
В теории обыкновенных дифференциальных уравнений, два векторных поля (или соответствующих автономных уравнения) называются орбита́льно-топологи́чески эквивале́нтными, если существует гомеоморфизм фазового пространства одной системы на фазовое пространство другой системы, переводящий ориентированные фазовые кривые первой системы в фазовые кривые второй системы с сохранением ориентации.

## Примеры
- Нелинейный устойчивый узел орбитально-топологически эквивалентен своей линейной части в окрестности особой точки.
- Устойчивый узел не является орбитально-топологически эквивалентным неустойчивому узлу, получающемуся из него обращением времени.
- Гиперболическая особая точка орбитально-топологически эквивалентна своей линейной части в окрестности особой точки (Теорема Гробмана-Хартмана).